# Megachile rixator
Megachile rixator är en biart som beskrevs av Cockerell 1911. Megachile rixator ingår i släktet tapetserarbin, och familjen buksamlarbin. Inga underarter finns listade i Catalogue of Life.